# Pentapeptide Repeat

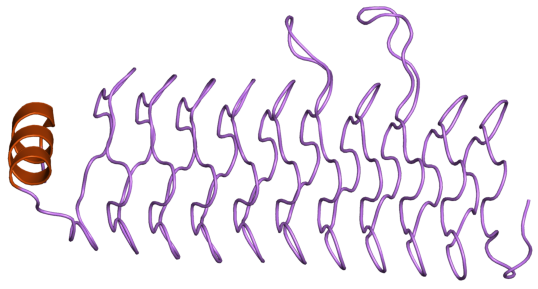
Pentapeptide Repeat

Das Pentapeptide Repeat (zu deutsch ‚Pentapeptidwiederholung‘) ist ein Sequenzmotiv in manchen Proteinen.

## Eigenschaften
Das Pentapeptide Repeat besteht aus Wiederholungseinheiten der Aminosäuresequenz Ala-Asp/Asn-Leu und zwei beliebigen Aminosäuren (kurz: A(D/N)LXX). Die Funktion ist bisher unbekannt, möglicherweise ist das Pentapeptide Repeat ein proteinbasiertes Strukturanalogon von DNA. Einige Proteine mit Pentapeptide Repeat sind als β-Helix aufgebaut, mit einem ungefähr quadratischen Querschnitt.